# Arcadia Olenska-Petryshyn
Arcadia Olenska-Petryshyn, née le 19 juin 1934 et morte le 6 mai 1996, est une artiste peintre, critique d'art et rédactrice artistique américaine d'origine ukrainienne.

## Biographie
Arcadia Olenska est née à Roznochyntsi, alors en Pologne, en 1934. En 1944, la famille immigre en Allemagne et s'installe à Augsbourg. Cinq ans plus tard, elle déménage aux États-Unis et s'établit à New York. La jeune fille est élève à la Washington Irving High School (en), obtient ensuite un MA au Hunter College, puis entreprend des études de troisième cycle à l'université de Chicago. En 1956, elle épouse Volodymyr Petryshyn (en), professeur de mathématiques,.
Pratiquant principalement la lithographie et la peinture à l'huile, elle voit ses œuvres exposées à New York, Toronto, Bruxelles, Shenyang, Kiev et Lviv. Active au sein du « New York Group », association d'artistes et d'écrivains ukrainiens, elle participe à la création de l'Association des jeunes artistes ukrainiens. Elle collabore en tant que rédactrice artistique à Suchasnist', une revue littéraire et culturelle ukrainienne.
En 1996, elle est tuée par son mari à leur domicile de North Brunswick, dans le New Jersey,,,. Volodymyr Petryshyn sera ensuite jugé non coupable, pour cause de démence.

## Œuvre
Son œuvre est répartie entre diverses collections publiques et privées, dont le Musée ukrainien (en), à New York,,, et le musée d'État du New Jersey.